# Dmitri Anatoljewitsch Alenitschew
Dmitri Anatoljewitsch Alenitschew (russisch Дми́трий Анато́льевич Але́ничев; * 20. Oktober 1972 in Welikije Luki, Russische SFSR) ist ein ehemaliger russischer Fußballspieler und aktueller -trainer.

## Laufbahn

### Vereinsmannschaften
Alenitschew begann seine Laufbahn als Fußball-Profi 1991 bei Lokomotive Moskau, wechselte 1994 jedoch zu seinem erklärten Lieblingsverein, dem Stadtrivalen Spartak Moskau. Sein erstes Auslandsengagement führte den Mittelfeldspieler 1998 zum AS Rom, wo er in seiner zweiten Saison nur sieben Ligaspiele absolvierte und anschließend für ein Jahr an Perugia Calcio ausgeliehen wurde.
Den Höhepunkt seiner Karriere erlebte er zwischen 2000 und 2004 beim portugiesischen Club FC Porto, mit dem er den UEFA-Cup (2002/03) und die UEFA Champions League (2003/04) gewann. In beiden Finalspielen (in Sevilla bzw. in der Veltins-Arena in Gelsenkirchen) gelang ihm jeweils ein Tor.
Nach Ende der Saison 2003/04 wurde er zu Spartak Moskau zurücktransferiert, wo er bis zum April 2006 spielte. Nach einer Auseinandersetzung mit dem Trainer von Spartak, Aleksandrs Starkovs, wurde er zunächst in die zweite Mannschaft versetzt, im September schließlich von seinem Vertrag entbunden.

### Nationalmannschaft
Für die russische Fußballnationalmannschaft bestritt Alenitschew 55 Spiele, darunter zwei Partien bei der WM 2002 und drei Spiele bei der EM 2004. Er erzielte für seinen Verband sechs Treffer.

## Erfolge
- Russischer Fußballer des Jahres: 1997
- Russischer Meister (3-mal): 1994, 1996, 1997
- Russischer Pokalsieger (2-mal): 1994, 1998
- Portugiesischer Meister (2-mal): 2002/03, 2003/04
- Portugiesischer Pokalsieger (2-mal): 2000/01, 2002/03
- Portugiesischer Super-Cup (2-mal): 2001/02, 2003/04
- UEFA Cup: 2002/03
- UEFA Champions League: 2003/04

## Trivia
- Alenitschew war der erste russische Fußballspieler, der mit seinem Verein die Champions League gewann.

## Politik
Alenitschew trat 2006 in die Partei Einiges Russland ein. Bei der Wahl im März 2007 wurde er in die Abgeordnetenversammlung der Oblast Pskow gewählt, der er bis zum 12. Juli 2007 angehörte. Ab dem 6. Juli 2007 war er Mitglied des Föderationsrats für die Legislativversammlung der Oblast Omsk. Am 10. November 2010 beendete er seine Amtszeit vorzeitig im Zusammenhang mit dem Beginn seiner Trainerkarriere.